# Hofmark Königsdorf (Bayern)

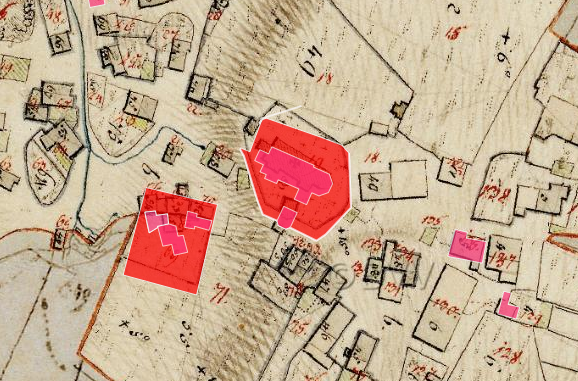
Lageplan von Schloss Königsdorf auf dem Urkataster von Bayern

Die Hofmark Königsdorf war eine offene Hofmark mit Sitz in Königsdorf, heute eine Gemeinde im oberbayerischen Landkreis Bad Tölz-Wolfratshausen. Der ehemalige Sitz der Hofmark wird als Bodendenkmal unter der Aktennummer D-1-8134-0082 im Bayernatlas als „abgegangenes Hofmarkschloss des späten Mittelalters und der frühen Neuzeit ("Schloss Königsdorf")“ geführt. 

## Geschichte
Im Jahr 778 wird Königsdorf erstmals urkundlich erwähnt. Der Ortsadel in Königsdorf, ansässig in einer kleinen Turmburg, wird erstmals als „Nobiles de Chumiztorf“ mit „Egewolf de Chumiztorf“ 1083 überliefert. Nach dem Aussterben des Ortsadels kam die Hofmark an das Geschlecht der Höhenkircher, die seit dem Jahr 1358 auf dem Schloss von Königsdorf saßen. 1493 brannte die bisherige Burg ab und wurde durch das Hofmarkschloss an gleicher Stelle ersetzt. Die Höhenkircher übten in ihrer Hofmark die Niedergerichtsbarkeit aus. Im Jahr 1641 verkauften die Höhenkircher die Hofmark an das Kloster Benediktbeuern, da das Kloster für das Schloss keine Verwendung mehr hat, verfällt es. In den Jahren 1709 bis 1714 erfolgte der Abriss des Schlosses; seine Tuffsteine wurden für den Bau eines Zehentstadels und eines Maierhofes an anderer Stelle verwendet.